# Drosophila jesonica
Drosophila jesonica este o specie de muște din genul Drosophila, familia Drosophilidae, descrisă de Matsumura în anul 1931. Conform Catalogue of Life specia Drosophila jesonica nu are subspecii cunoscute.